# Banat de Belgrade
 (avril 2025).
1427–1521
Entités précédentes :
- Despotat de Serbie

Entités suivantes :
- Sandjak de Smederevo ( Empire ottoman))

Le banat de Belgrade (serbe : Београдска бановина, hongrois : Nándorfehérvári bánság) était une marche (banat) du royaume médiéval de Hongrie, centralisée à Belgrade (Serbie moderne). Il a été organisé à partir du banat de Macsó comme première ligne de défense contre les invasions ottomanes du royaume de Hongrie, du milieu du XVe siècle jusqu'au siège de Belgrade en 1521 et sa prise par les Turcs.

## Histoire
Jusqu'en 1427 Belgrade était la capitale du despotat de Serbie. Après la mort du despote Stefan Lazarević (1427), son successeur Đurađ Branković est contraint de rendre Belgrade à la Hongrie et de déplacer sa capitale à Smederevo. La Hongrie installe la Capitainerie de Belgrade, région militaro-administrative voisine du banat de Macsó. Après 1496, la nomination distincte de bans de Macsó est abandonnée et la défense des frontières sud est confiée aux bans de Belgrade, donnant ainsi au banat de Belgrade une importance particulière. En raison de divers échecs hongrois dans les préparatifs de défense de la ville, l'Empire ottoman l'envahit en 1521 lors du troisième siège de Belgrade, et l'inclus dans le Sandjak de Smederevo.
Parmi les capitaines et bans de Belgrade les plus notables, on trouve: Matkó Tallóci (en), János Tallóci (en), Frank Tallóci (en), Jean Hunyadi (1441, 1446), Michel Szilágyi (1456), Péter Dóczy (en)  (1462), Lőrinc Újlaki (en) (1511-1513), Bálint Török (1520-1521) .

## Sources
- Sima Ćirković, The Serbs, Malden, Blackwell Publishing, 2004 (ISBN 9781405142915, lire en ligne)
- Pál Engel, The Realm of St. Stephen: A History of Medieval Hungary, 895-1526, London & New York, I.B.Tauris, 2001 (ISBN 9781850439776, lire en ligne)
- John Van Antwerp Jr. Fine, The Late Medieval Balkans: A Critical Survey from the Late Twelfth Century to the Ottoman Conquest, Ann Arbor, Michigan, University of Michigan Press, 1994 (1re éd. 1987) (ISBN 0472082604, lire en ligne)
- (en) Pál Fodor et Géza Dávid, Ottomans, Hungarians, and Habsburgs in Central Europe: The Military Confines in the Era of Ottoman Conquest, Leiden, BRILL, 2000 (ISBN 9004119078, lire en ligne)
- Neven Isailović, « Living by the Border: South Slavic Marcher Lords in the Late Medieval Balkans (13th–15th Centuries) », Banatica, vol. 26, no 2,‎ 2016, p. 105–117 (lire en ligne)
- Miloš Ivanović et Neven Isailović, « The Danube in Serbian-Hungarian Relations in the 14th and 15th Centuries », Tibiscvm: Istorie–Arheologie, vol. 5,‎ 2015, p. 377–393 (lire en ligne)
- Tamás Pálosfalvi, From Nicopolis to Mohács: A History of Ottoman-Hungarian Warfare, 1389-1526, Leiden, BRILL, 2018 (ISBN 9789004375659, lire en ligne)

- (hu) "nándorfehérvári bánság" ("Banat de Belgrade") In Magyar Katolikus Lexikon